# Derek Prince
Peter Derek Vaughan Prince (ur. 14 sierpnia 1915 w Bangalore, zm. 24 września 2003 w Jerozolimie) – brytyjski teolog protestancki związany z ruchem zielonoświątkowym, autor książek z dziedziny duchowości.

## Życiorys

### Lata młodzieńcze i studenckie
Urodził się w Bangalore w Indiach. Jego rodzice, Gwendolen Prince i Paul Ernest Prince, pochodzili z Wielkiej Brytanii. Studiował filozofię i filologie klasyczne (grecką i łacińską) w brytyjskich uczelniach: Eton College i University of Cambridge. Był członkiem Kolegium Filozofii Starożytnej i współczesnej King’s College. Studiował również język hebrajski i aramejski na Uniwersytecie Hebrajskim w Jerozolimie. Podczas II wojny światowej służył w armii brytyjskiej, gdzie zaczął studiować Biblię i doświadczać zmieniającej życie obecności Jezusa Chrystusa. W czasie tych spotkań zyskał dwa przekonania: po pierwsze, że Jezus żyje; po drugie, że Biblia jest księgą prawdziwą i mającą praktyczne zastosowanie we współczesnych czasach. Te przekonania zmieniły kierunek całego jego życia, które zostało poświęcone studiowaniu i nauczaniu Biblii. Bezpośrednio po swoim doświadczeniu nawrócenia Prince został przeniesiony do Afryki Północnej. Spędził trzy lata na pustyniach Egiptu, Libii i Sudanu.

### Dorosłość i profesura
W młodym wieku został profesorem i zarazem członkiem kolegium zarządzającego instytutem filozofii w Cambridge University. W 1946 poślubił Lydię Christensen, i stał się ojcem ośmiu dziewczynek: sześciu Żydówek, jednej palestyńskiej Arabki i jednej Angielki. Pod koniec 1948 wraz z rodziną opuścił Jerozolimę. W 1949 Derek zrezygnował z pracy w King’s College i przez kolejnych 8 lat prowadził – jako pastor – niewielki kościół zielonoświątkowy, który powstał w centrum Londynu. Większość jego członków stanowili ludzie, którzy nawrócili się przy Speaker’s Corner w Hyde Parku, gdzie trzy razy w tygodniu Derek głosił Ewangelię. W 1957 Derek i Lydia Prince wyjechali do Afryki Wschodniej, aby prowadzić w Kenii Centrum Kształcenia dla nauczycieli. Derek założył także szkołę średnią, którą w ciągu ostatnich trzydziestu pięciu lat ukończyło tysiące młodych Kenijczyków. Żyli w trudnych warunkach. W 1963 Derek i Lydia z Joską wyemigrowali do Stanów Zjednoczonych. Pobudzony tragedią zamachu na Johna Kennedy’ego, Prince zaczął nauczać Amerykanów, w jaki sposób wstawiać się za swój naród. W 1973 stał się jednym z założycieli ruchu modlitewnego „Wstawiennicy za Amerykę”, misji, która niosła to przesłanie i służbę całemu narodowi. W 1975 Lydia Christensen Prince zmarła w wieku 85 lat.

### Działalność duszpasterska
Służąc jako pastor, wychowawca i nauczyciel na wszystkich kontynentach nie identyfikował się z żadną zielonoświątkową denominacją. Recepcja jego poglądów przez środowiska pentekostalne, a zwłaszcza charyzmatyczne spowodowała, że część środowisk pentekostalnych uznała go za jednego ze swoich wiodących kaznodziejów i teologów. Jego audycje radiowe osiągnęły wielką popularność. Jego codzienny program radiowy Klucze do pomyślnego życia (dawniej Dzisiaj z Derekiem Princem) dotarł do ponad połowy krajów świata i był tłumaczony na wiele języków, takich jak m.in.: arabski, chiński, chorwacki, malagasy, mongolski, rosyjski, samoa, hiszpański i tonga.
W maju 1971 Derek oficjalnie otworzył biuro w Fort Lauderdale na Florydzie, aby publikować i rozpowszechniać jego nauki. Pierwotnie znany jako Derek Prince Publications, działalność stopniowo się rozszerzała, a w grudniu 1990 została przemianowana na Derek Prince Ministries.
W 1978 ożenił się z Ruth Hemmingson, która zmarła 29 grudnia 1998.
24 września 2003, po długim okresie pogarszającego się stanu zdrowia, Derek zmarł we śnie z powodu niewydolności serca – w swoim domu w Jerozolimie.
Derek był autorem ponad 50 książek, 600 wykładów w formie nagrań audio i 100 w formie wideo. Wiele z nich zostało przetłumaczonych na ponad 100 języków.

### Publikacje w języku polskim
- Derek Prince: Demony wyrzucać będą. Fundacja Dereka Prince’a Lublin, 1998. ISBN 83-7050-623-2. Brak numerów stron w książce
- Derek Prince: Błogosławieństwo czy przekleństwo. W Wyłomie, 2000. ISBN 978-83-89634-91-7. Brak numerów stron w książce
- Derek Prince: Mężowie i ojcowie. W Wyłomie, 2003. ISBN 978-83-918702-7-3. Brak numerów stron w książce
- Derek Prince: Bóg jest swatem. Fundacja Dereka Prince, 2004. ISBN 83-89634-05-8. Brak numerów stron w książce
- Derek Prince: Ziemia Obiecana. W wyłomie, 2011. ISBN 978-83-89634-62-7. Brak numerów stron w książce
- Derek Prince: Moc ogłaszanego Słowa Bożego. W wyłomie, 2012. ISBN 978-83-89634-77-1. Brak numerów stron w książce
- Derek Prince: Uzdrawiająca moc Bożego Słowa. Fundacja Dereka Prince, 2014. ISBN 978-83-64029-14-1. Brak numerów stron w książce
- Derek Prince: Dwa żniwa. Fundacja Dereka Prince, 2016. ISBN 978-83-64029-02-8. Brak numerów stron w książce
- Derek Prince: Nadchodzące żniwo. Fundacja Dereka Prince, 2016. ISBN 978-83-64029-01-1. Brak numerów stron w książce
- Derek Prince: Sól ziemi i światłość świata. Biały Kamyk, 2017. ISBN 978-83-64029-10-3. Brak numerów stron w książce
- Derek Prince: Burzenie warowni. Fundacja Dereka Princa, 2020. ISBN 978-83-64029-06-6. Brak numerów stron w książce